# Éléonore Tenaille de Vaulabelle
Éléonore Tenaille de Vaulabelle est un écrivain et dramaturge français né le 12 octobre 1801 (20 vendémiaire de l'an X) à Châtel-Censoir (Yonne) et mort le 12 octobre 1859 à Paris. Il publie ses romans sous le pseudonyme d'Ernest Desprez et toutes ses pièces sous celui de Jules Cordier.

## Biographie
Après une enfance passée en Bourgogne, Éléonore de Vaulabelle s'installe à Paris à la fin de la Restauration, où il rédige des articles dans plusieurs journaux satiriques ainsi qu'un pamphlet quotidien pour Le Figaro, où il côtoie Alphonse Karr et George Sand.
Il a écrit deux romans sous le pseudonyme d’Ernest Desprez ainsi qu'une autobiographie romancée : Un enfant. Il développe dans Les Femmes vengées une théorie inspirée de Molière : « Les femmes sont ce que nous les faisons. » Vaulabelle ajoute : « Si les femmes mentent, c'est que nous leur apprenons à mentir. » Mais c'est à la scène qu'il consacre l'essentiel de son œuvre sous le pseudonyme de Jules Cordier, la plupart du temps en collaboration avec Clairville. Seul le recueil de nouvelles Les Jours heureux a été signé sous son véritable nom.
S'il adhère en privé aux idées républicaines — sans doute sous l’influence de son frère aîné, Achille Tenaille de Vaulabelle, auteur de l’Histoire des deux Restaurations et ministre de l'Instruction publique sous la présidence du général Louis-Eugène Cavaignac en 1848 — au théâtre, il exprime son opposition au régime selon la mode de l'époque.

## Œuvres

### Théâtre
- 1831 : La Tireuse de cartes, mélodrame en 3 actes d'Ernest Desprez et Jules-Édouard Alboize, musique de Obell, théâtre Molière (9 juin) puis théâtre de la Gaîté (13 avril 1832) - J.-N. Barba, Paris, 1832
- 1834 : Un enfant, drame en 4 actes de Charles Desnoyer et *** [Vaulabelle], imité du roman d'Ernest Desprez, théâtre de la Gaîté (21 juin) - Marchant, Paris
- 1836 : Clémentine, comédie-vaudeville en 1 acte d'Jacques-François Ancelot et J. Cordier, théâtre du Palais-Royal (7 mars) - Marchant, Paris
- 1838 : Les Trois Dimanches, comédie-vaudeville en 3 actes des frères Cogniard et J. Cordier, théâtre du Palais-Royal (19 août) - Marchant, Paris
- 1838 : Contre fortune, bon cœur, comédie-vaudeville en 1 acte de J. Cordier, théâtre du Vaudeville (21 février) - Marchant, Paris, 1839
- 1840 : Le Mari de ma fille, comédie-vaudeville en 1 acte de Jacques-François Ancelot et J. Cordier, théâtre du Vaudeville (25 août) - Marchant, Paris
- 1841 : Les Willis,vaudeville en 1 acte de Vaulabelle et Auguste Pittaud de Forges, théâtre du Palais-Royal (19 octobre)
- 1842 : Le Mari à l'essai, comédie-vaudeville en 1 acte de Jean-François Bayard et J. Cordier, théâtre du Palais-Royal (4 mai) - Beck, Paris
- 1844 : La Polka en province, folie-vaudeville en 1 acte d'Alexis Decomberousse et J. Cordier, théâtre du Vaudeville (6 avril) - Giroux et Vialat, Saint-Denis-du-Port
- 1845 : La Polka en province, folie-vaudeville en 1 acte d'A. Decomberousse et J. Cordier - Beck, Paris
- 1846 : Colombe et Perdreau, idylle en 3 actes de Clairville et J. Cordier, théâtre des Variétés (15 août) - Maistrasse et Wiart, Paris
- 1846 : Les Dieux de l'Olympe à Paris, vaudeville en 6 tableaux de Clairville et J. Cordier, théâtre du Vaudeville (26 février) - Beck, Paris
- 1846 : La Femme électrique, folie-vaudeville en 1 acte de Clairville et J. Cordier, théâtre du Palais-Royal (9 mai) - Marchant, Paris
- 1847 : Éther, magnétisme et hatchis, à-propos-vaudeville en 1 acte de Clairville et J. Cordier, théâtre des Variétés (4 avril) - Tresse, Paris, 1846
- 1848 :  Ah ! enfin ! pièce d'ouverture en 3 actes et 2 entractes de Clairville, J. Cordier et Léon Dumoustier, théâtre du Vaudeville (29 avril) - Beck, Paris
- 1848 :  L'Avenir dans le passé ou les Succès au paradis, à-propos-vaudeville en 1 acte de Clairville et J. Cordier, théâtre du Vaudeville (30 septembre) - Beck, Paris
- 1848 : Le Club des maris et le Club des femmes, vaudeville en 1 acte de Clairville et J. Cordier, théâtre du Vaudeville (4 juin) - Beck, Paris
- 1848 : Les Filles de la liberté, à-propos-vaudeville en 1 acte, de Clairville et J. Cordier, théâtre du Gymnase-Dramatique (14 mars) - Beck, Paris
- 1848 : Les Parades de nos pères, folie en 3 tableaux tirée des anciennes parades de Dumanoir, Clairville et J. Cordier, théâtre Montansier (6 octobre) - G. Olivier, Paris
- 1848 : La Tireuse de cartes, vaudeville en 1 acte de Clairville et J. Cordier, théâtre des Variétés (9 janvier) - Beck, Paris
- 1848 : Un petit de la mobile, comédie-vaudeville en 2 actes de Clairville et J. Cordier, théâtre des Variétés (7 août) - Beck, Paris
- 1849 : Daphnis et Chloé, vaudeville en 1 acte de Clairville et J. Cordier, théâtre du Vaudeville (23 novembre) - Beck, Paris
- 1849 : Les Grenouilles qui demandent un roi, vaudeville en 1 acte de Clairville, Arthur de Beauplan  et J. Cordier, théâtre du Gymnase (26 février) - Beck, Paris
- 1849 : Les Partageux, vaudeville en 1 acte de Clairville et J. Cordier, théâtre du Gymnase-Dramatique (17 novembre) - Beck, Paris
- 1848 : La Propriété, c'est le vol, folie-socialiste en 3 actes et 7 tableaux de Clairville et J. Cordier, théâtre du Vaudeville (28 novembre) - Beck, Paris, 1849
- 1849 : Les Représentants en vacances, comédie vaudeville en 3 actes de Clairville et J. Cordier, théâtre du Gymnase-Dramatique (15 septembre) - Beck, Paris
- 1849 : Une semaine à Londres ou les Trains de plaisirs, folie-vaudeville à grand spectacle en 3 actes et 11 tableaux de Clairville et J. Cordier, musique de Victor Chéri, théâtre du Vaudeville (9 août) - Beck, Paris ; nouvelle version, théâtre de Variétés, 23 juin 1862 - Dentu, Paris
- 1850 : L'Alchimiste ou le Train de plaisir pour la Californie, vaudeville en 3 actes de Clairville et J. Cordier, théâtre des Variétés (8 août) - Beck, Paris
- 1850 : Le Bourgeois de Paris ou les Leçons au Pouvoir, comédie-vaudeville en 3 actes et 6 tableaux, théâtre du Gymnase-Dramatique (15 juin) - Dondey-Dupré, Paris
- 1850 : C'en était un ! pochade en 1 acte, mêlée de couplets de Clairville et J. Cordier, théâtre Montansier (31 mai) - Beck, Paris
- 1849 : Paris sans impôts, vaudeville en 3 actes et 6 tableaux de Clairville et J. Cordier, théâtre du Vaudeville (28 décembre) - Beck, Paris, 1850
- 1850 : Les Tentations d'Antoinette, vaudeville en 5 actes de Clairville et J. Cordier, théâtre du Gymnase (29 novembre) - Beck, Paris
- 1850 : Les Secrets du diable, féerie-vaudeville en 2 actes à grand spectacle de Clairville et J. Cordier, théâtre du Vaudeville (23 février) - Beck, Paris
- 1851 : Le Duel au baiser, comédie mêlée de couplets en 1 acte de Clairville et J. Cordier, théâtre Montansier (17 juin) - Beck, Paris
- 1851 : La Dot de Marie, comédie-vaudeville en 1 acte de Clairville et J. Cordier, théâtre du Gymnase (18 janvier) - D. Giraud et J. Dagneau, Paris
- 1850 : Le Journal pour rire, revue en 1 acte et 3 tableaux de Clairville et J. Cordier, théâtre de la Porte-Saint-Martin (25 décembre) - Beck, Paris, 1851
- 1851 : Le Palais de cristal ou les Parisiens à Londres, grande revue de l'Exposition universelle, théâtre de la Porte-Saint-Martin (26 mai) - Beck, Paris
- 1852 : Les Compagnons d'Ulysse, vaudeville en 1 acte et 2 tableaux de Clairville et J. Cordier, théâtre du Vaudeville (5 juillet) - Beck, Paris
- 1852 : La Maîtresse d'été et la Maîtresse d'hiver, comédie-vaudeville en 3 actes de Clairville et J. Cordier, théâtre du Vaudeville (29 mai) - Beck, Paris
- 1852 : La Mère Moreau, « débit de chinois, mêlé de prunes et de couplets », pochade en 1 acte de Clairville et J. Cordier, théâtre du Palais-Royal (1er août) - Beck, Paris
- 1852 : La Queue du diable, vaudeville fantastique en 3 actes de Clairville et J. Cordier, théâtre de la Porte-Saint-Martin (29 juillet) - Beck, Paris
- 1851 : La Vénus à la fraise, folie en 1 acte mêlée de couplets de Clairville et J. Cordier, théâtre du Palais-Royal (31 décembre) - Beck, Paris, 1852
- 1852 :  Les Abeilles et les Violettes, revue à grand spectacle en 6 tableaux de Clairville et J. Cordier, théâtre du Vaudeville (28 décembre) - Beck, Paris, 1853 (lire en ligne)
- 1853 : Le Baromètre des amours, comédie-vaudeville en 5 actes, de Clairville et J. Cordier, théâtre du Vaudeville (11 janvier) - Beck, Paris
- 1853 : Cadet-Roussel, Dumollet, Gribouille et Cie, bambochade en 3 actes, précédée d'un prologue en vers, théâtre des Folies-Dramatiques (15 juin) - Beck, Paris ; rééd. Tresse, Paris, 1860
- 1853 : L'Esprit frappeur ou les Sept Merveilles du jour, comédie-vaudeville en 1 acte de Clairville et J. Cordier, musique de Sylvain Mangeant, théâtre du Palais-Royal (17 décembre) - Beck, Paris
- 1853 : Fraichement décorée, à-propos-vaudeville en 1 acte de Clairville et J. Cordier, théâtre du Palais-Royal (25 juin) - Beck, Paris
- 1853 : La Vie à bon marché, vaudeville en 1 acte de Clairville, J. Cordier et Louis Couailhac, théâtre du Vaudeville (5 avril) - Beck, Paris
- 1854 : Les Contes de la Mère l'oie, grande féerie en 5 actes et 22 tableaux de Clairville et J. Cordier, théâtre de l'Ambigu-Comique (20 mai) - Beck, Paris
- 1854 : Mesdames les pirates, vaudeville à grand spectacle de Clairville et J. Cordier, théâtre du Vaudeville (25 février) - Beck, Paris
- 1854 : La Mort de Pompée, comédie-vaudeville en 3 actes de J. Cordier, théâtre du Palais-Royal (18 juillet) - J. Dagneau, Paris
- 1855 : Les Binettes contemporaines, revue en 3 actes et 7 tableaux de Clairville et J. Cordier, théâtre du Palais-Royal (23 décembre) - Beck, Paris
- 1858 : Un dîner et des égards, comédie-vaudeville en 1 acte de J. Cordier et Léon Dumoustier, théâtre du Palais-Royal (13 juin) - Michel-Lévy frères, Paris
- 1858 : Une dame pour voyager, vaudeville en 1 acte de J. Cordier, théâtre des Variétés (31 mai) - Michel-Lévy frères, Paris
- 1859 : Le Banquet des Barbettes, comédie-vaudeville en 2 actes de Clairville et J. Cordier, théâtre du Palais-Royal (17 juin) - Beck, Paris
- 1866 (posthume) : Daphnis et Chloé, opéra-bouffe en 1 acte de Clairville et J. Cordier, musique de Jacques Offenbach, théâtre des Bouffes-Parisiens (6 octobre) - Beck, Paris

### Romans et autres écrits
- Épître à Sidi Mahmoud... d'après Quérard, avec Jules Méry, Ladvocat, Paris, 1825
- L'Étang de Varzy (nouvelle) dans Journal des enfans, Everat, Paris, 1832-1833 (lire en ligne)
- Le Troc des âges (conte) dans Journal des enfans, Everat, Paris, 1832-1833 (lire en ligne)
- Les Grisettes à Paris, Ladvocat, Paris, 1832 (lire en ligne) ; rééd. la Première Heure, Marseille, 2007
- Le dimanche à Paris, Nouveau tableau de Paris au XIXe siècle, tome deuxième, Librairie de Madame Charles-Béchet, Paris, 1834 (lire en ligne)
- Les Jours heureux, contes et morale à l'usage des enfans des deux sexes, Dumont, Paris, 1836 (lire en ligne)

Sous le pseudonyme d'Ernest Desprez
- Une seconde famille (nouvelle) dans Journal des enfans, Everat, Paris, 1832-1833
- Un enfant (roman), 3 vol., C. Gosselin, Paris, 1833  (lire en ligne)
- Les Femmes vengées (roman), 2 vol., A. Ledoux, Paris, 1834
- Le Fils de Claire d'Albe (nouvelle) dans Le Sachet, (collectif), Poulton, Paris, 1835

Sous le pseudonyme de  C. de Saint-Estève
- M. de Similor en Californie, A. Courcier, Paris, 1856 (2e éd.)